# Julius Edgar Lilienfeld
Julius Edgar Lilienfeld (18. dubna 1882 – 28. srpna 1963) byl rakouský fyzik židovského původu. Narodil se v Lembergu v Rakousko-Uhersku (nyní Lvov na Ukrajině).

## Vzdělání
Dne 18. února 1905 získal titul Ph.D. na Friedrich-Wilhelms-Univerzitě v Německu v Berlíně, stalo se tak po dokončení jeho tamějších studií v letech 1900 k 1904. V roce 1905 začal pracovat ve Fyzikálním institutu na Universitě v Lipsku. Jeho habilizace na docenta proběhla v roce 1910.

## Kariéra
Je považován především za vynálezce MOSFETu (v roce 1925) a elektrolytického kondenzátoru v roce 1920. Získal několik patentů k popisu stavby a funkci tranzistoru. 
Roku 1919 popsal světle šedé záření viditelné prostým okem na anodě rentgenky. To vzniká dopadem elektronů při nárazu na kovový povrch a bylo po něm pojmenováno jako Lilienfeldovo záření. Jeho původ je vysvětlován excitací plazmonů na kovovém povrchu.

## Osobní život

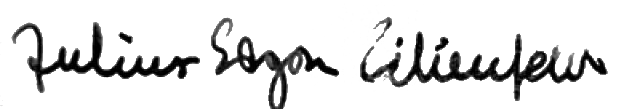
Julius Edgar Lilienfeld (1882 – 1963)

Kvůli vzrůstajícímu antisemitismu emigroval v roce 1927 do USA, kde v roce 1934 získal státní občanství. Oženil se s Američankou Beatrice Ginsburgovou v New Yorku dne 2. května 1926. Žili pak ve Winchesteru, kde pracoval ve funkci ředitele Ergonských výzkumných laboratoří v Maldenu v Massachusetts. V roce 1935 si postavili dům v St. Thomas na Panenských ostrovech. Doufali, že se tím zmírní jeho alergie na pšeničná pole, kterou trpěl. Často cestoval mezi St. Thomas a různými lokalitami USA a stále testoval své nové myšlenky a patentoval své vynálezy.

## Lilienfeldovy patenty
- AMERICKÝ patent 1745175 "Způsob a aparát pro ovládací elektrický proud" získaný v Kanadě 22.10.1925, popisuje zařízení podobné MESFET
- AMERICKÝ patent 1900018 "Pomůcka na ovládací elektrický proud" podaný 28. 3. 1928, tenkovrstevný MOSFET
- AMERICKÝ patent 1877140 "Zesilovač pro elektrické proudy" podaný 8. 12. 1928,
- AMERICKÝ patent 2013564 "Elektrolytický kondenzátor" podaný 29. 8. 1931, elektrolytický kondenzátor